# Бленвилов кљунасти кит
Бленвилов кљунасти кит или тупокљуни кљунасти кит (лат. Mesoplodon densirostris, енгл. Blainville's beaked whale, рус. Тупорылый ремнезуб) је врста из породице кљунастих китова (Ziphiidae) и парвреда китова зубана (Odontoceti).

## Распрострањење
Врста је присутна у Анголи, Аустралији, Бахамским острвима, Белизеу, Бразилу, Вануатуу, Венецуели, Вијетнаму, Гвајани, Гватемали, Гваму, Еквадору, Западној Сахари, Зеленортским острвима, Индији, Индонезији, Јапану, Јемену, Јужноафричкој Републици, Кајманским острвима, Камеруну, Канади, Кенији, Кини, Кирибатима, Колумбији, Коморима, Костарици, Мадагаскару, Малезији, Мароку, Маршалским острвима, Мауританији, Маурицијусу, Мјанмару, Мозамбику, Намибији, Науруу, Нигерији, Никарагви, Новом Зеланду, Оману, острвима Сао Томе и Принципе, Пакистану, Палауу, Панами, Папуи Новој Гвинеји, Перуу, Португалу, Сејшелима, Сједињеним Америчким Државама, Соломоновим острвима, Сомалији, Танзанији, Тонги, Уједињеном Краљевству, Уругвају, Филипинима, Фиџију, Хондурасу, Чилеу, Шпанији и Шри Ланци.
ФАО рибарска подручја (енгл. FAO marine fishing areas) на којима је ова врста присутна су у северозападном Атлантику, североисточном Атлантику, западном централном Атлантику, источном централном Атлантику, југозападном Атлантику, југоисточном Атлантику, западном Индијском океану, источном Индијском океану, северозападном Пацифику, западном централном Пацифику, источном централном Пацифику, југозападном Пацифику и југоисточном Пацифику.

## Станиште
Станиште врсте су морски екосистеми.

## Угроженост
Подаци о распрострањености ове врсте су недовољни.

### Популациони тренд
Популациони тренд је за ову врсту непознат.